# ベセル男爵
ベセル男爵(英:Baron Bethell)は、イギリスの男爵、貴族。連合王国貴族爵位。

## 歴史
銀行家にして自由党の政治家ジョン・ヘンリー・ベセル(1861-1945)は、1911年に連合王国準男爵位の(エセックス州ウォンステッド教区におけるパークハウスの)準男爵(Baronet, of Park House, in the parish of Wanstead, in the County of Essex )に叙せられた。彼はさらに1922年に連合王国貴族としてエセックス州ロムフォードのベセル男爵(Baron Bethell, of Romford in the County of Essex)に陛爵した。
その後、初代男爵ジョンの孫にあたる3代男爵ガイ(1928-1967)が1967年に子供がないまま亡くなると、従兄弟のニコラス(1938-2007)(4代男爵)が爵位を相続した。 
その子である5代男爵ジェームズ(1967-)がベセル男爵家現当主であり、2007年に爵位を継承した。 また彼は2018年より世襲貴族枠の貴族院議員(保守党選出)を務めているほか、2019年より侍従たる議員を務めている。  

## 現当主の保有爵位/準男爵位
現当主である第5代ベセル男爵ジェームズ・ニコラス・ベセルは以下の爵位を有する。
- 第5代エセックス州ロムフォードのベセル男爵(5th Baron Bethell, of Romford in the County of Essex)
(1922年11月23日の勅許状による連合王国貴族爵位)
- 第5代（エセックス州ウォンステッド教区におけるパークハウスの）準男爵(5th Baronet, of Park House, in the parish of Wanstead, in the County of Essex )
(1911年6月26日の勅許状による連合王国準男爵位)

## ベセル男爵（1922年）
- 初代ベセル男爵ジョン・ヘンリー・ベセル（英語版） （1861-1945）
- 第2代ベセル男爵ジョン・レイモンド・ベセル（1902-1965）
- 第3代ベセル男爵ガイ・アンソニー・ジョン・ベセル（1928-1967）
- 第4代ベセル男爵ニコラス・ウィリアム・ベセル（1938–2007）
- 第5代ベセル男爵ジェームズ・ニコラス・ベセル（英語版） （1967-）

爵位の法定推定相続人は、現当主の息子であるジェイコブ・ニコラス・ダグラス・ベセル（2006-）閣下。 